# Aussterbekloster
Ein Aussterbekloster oder Zentralkloster war ein Kloster, welches in Zeiten mit staatlichen angeordneten Klosterschließungen Ordensleute aus anderen, geschlossenen Klöstern aufnahm, wenn diese wegen Krankheit oder aus anderen Gründen nicht außerhalb einer klösterlichen Gemeinschaft leben konnten oder wollten. Der Eintritt ins Zentralkloster war freiwillig, die Behörden konnten aber bei „ungebührlichem Betragen“ auch eine Zwangseinweisung verhängen. Aufgrund staatlicher Regulierung durften die Ordensleute nicht außerhalb des Klosters seelsorglich tätig werden. Ein Zentralkloster durfte keine Novizen aufnehmen, und es blieb nur so lange bestehen, wie noch Ordensleute am Leben waren. Vereinzelt kam es in den Zentralklöstern, in denen Ordensleute aus unterschiedlichen Orden zusammenlebten („Sammelklöster“), auch zu Disziplinschwierigkeiten.
Aussterbeklöster wurden sowohl im Zuge der Klosterschließungen während der Reformation im 16. Jahrhundert als auch während der Säkularisation zu Beginn des 19. Jahrhunderts eingerichtet. Ein bairischer Kommissar Schilcher sprach von „Crepieranstalt für die halsstarrigen klostertreuen Individuen“.
Beispielsweise ordnete Kurfürst Maximilian Joseph von Bayern 1803 die Auflösung aller Bettelorden in seinem Herrschaftsbereich an und erließ am 30. Juni 1804 per Publikandum die Vorschriften für die Zentralklöster der einzelnen Ordensgemeinschaften in den Herzogtümern Jülich und Berg:

„In diesen Zentralklöstern stehen die Mitglieder unter der Leitung eines Obern aus ihrer Mitte, welcher alle drei Jahre abwechselt. Sie tragen hier, wie überall, ihr Ordens-Habit, und leben im Kloster nach einer von ihren Obern selbst vorgeschlagenen, von der Kurfürstlichen Separatkommission genehmigten, mit den Statuten ihres Ordens, so viel als immer tunlich, übereinstimmenden Disziplinarverfassung. Sie verrichten endlich in der Kirche ihres Klosters die kirchlichen Handlungen am Altar, im Chor, im Beichtstuhl und auf dem Predigtstuhl, wie ehedem in ihren Klöstern.“

Wer nicht ins Zentralkloster gehen wollte, musste den Habit ablegen und bekam eine jährliche Unterstützung oder eine Abfindung, konnte sich aber auch auf eine reguläre Pfarrstelle oder eine Lehrtätigkeit bewerben.
Die Zentralklöster bildeten vor allem im 19. Jahrhundert vielfach die Quelle für Klösterneu- und -wiedergründungen, als in den meisten deutschen Ländern ab etwa 1830 die Beschränkungen gegenüber den Orden gelockert und ab etwa 1850 weitgehend aufgehoben wurden, so dass einige Konvente durchgehend bewohnt blieben.

## Liste von Aussterbeklöstern
- Kapuzinerkloster Altötting
- Kloster ob der Schutter (Ingolstadt)
- Franziskanerkloster Klosterlechfeld
- Franziskanerkloster Neviges
- Minoritenkloster Ratingen
- Kloster Reisach
- Augustinerkloster Rösrath
- Franziskanerkloster Wipperfürth